# Isaac Butt
Isaac Butt, född 6 september 1813 och död 5 maj 1879, var en irländsk politiker.
Efter studier i Dublin blev Isaac Buut 1836 professor i nationalekonomi där, men övergick snart till en framgångsrik advokatverksamhet. Samtidigt framstod han alltmer som ledare för de protestantiska irländarna och trädde därför i opposition mot den mera radikale och strängt katolske Daniel O'Connell. 
1852 vann Butt inträde i engelska underhuset och var därverksam i moderat konservativ anda intill 1865. I likhet med peeliterna drevs han dock alltmer i liberal riktning. Efter de anglikanska statskyrkans avskaffande på Irland inträdde Butt på nytt i parlamentet, nu i förbund med de irländska nationalisterna. Vid ett stort möte i maj 1870 hade Butt proklamerat home rule för Irland som sitt program. Hans vältalighet och hans kännedom om de parlamentariska formerna gjorde honom en tid till ledare för Irlands självständighetssträvanden. 
Med den skolad juristens respekt för de lagilga formerna kom han dock alltmer i opposition med de mera ivriga medlemmarna av hans parti, vilka yrkade på obstruktion och ännu mera våldsamma medel, och hans ledarskap blev allt mer betydelselöst.